# Systém aktivní ochrany
Systém aktivní ochrany APS (Active Protection System) je systém aktivně bránící zničení obrněného vozidla některými typy protitankových zbraní a munice.

Řešení, která buď vozidlo skrývají, nebo narušují navádění hrozby blížící se protitankové řízené střely, jsou označována jako systémy aktivní ochrany „soft-kill“.
Naopak protiopatření, která fyzicky zaútočí na příchozí hrozbu, poškodí ji nebo ji zničí, a tím omezí její schopnost proniknout pancířem, jsou označována jako systémy aktivní ochrany „hard-kill“.

## Soft-kill opatření

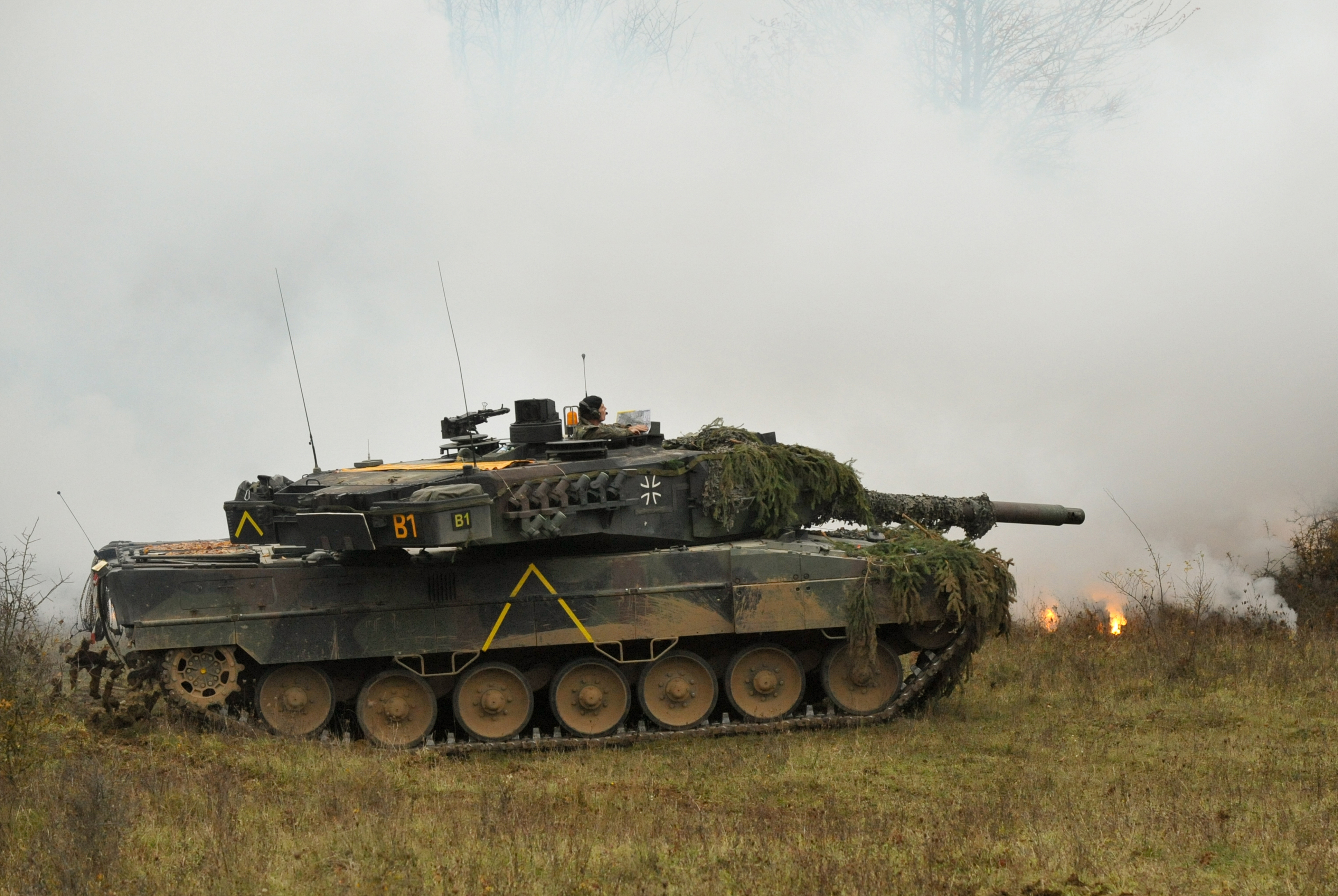
Německý tank Leopard 2A7 vypouští kouřovou clonu během cvičení Saber Junction 2012

Opatření „soft-kill“ jsou navržena tak, aby zneškodnila naváděné zbraně buď tím, že před nimi skryjí chráněné vozidlo (například kouřovou clonou), nebo naruší jejich aktivní navádění na cíl. Některé systémy např. používají laserové oslňovače k oslepení operátora či senzorů poloautomatických protitankových řízených střel. Jiná řešení (např. Štora-1) používají výkonné infračervené zářiče k zmatení sledovacího zařízení protitankové řízené střely, které kvůli nim provede chybnou korekci trajektorie a střela tak mine zamýšlený cíl.
Soft-kill opatření lze rozdělit na palubní protiopatření, jako jsou oslňovače, které jsou pevně instalovány na vozidle a mohou být využity opakovaně, a jednorázová protiopatření, jako jsou kouřové granáty, které jsou při aktivaci vystřeleny a vozidlo tak tuto ochranu do doplnění v zázemí ztrácí.

## Hard-kill systémy

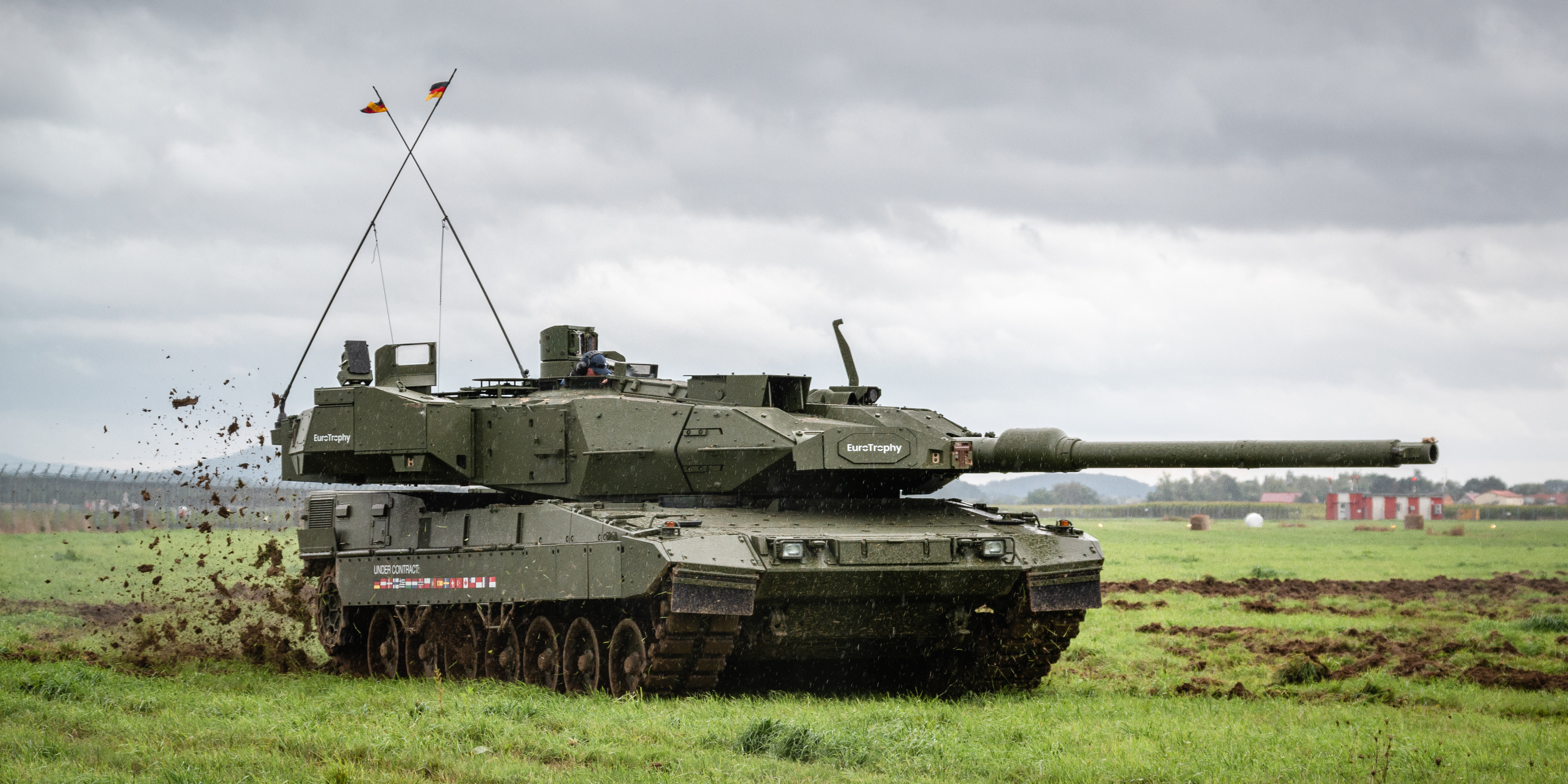
Tank Leopard 2A7 vybavený systémem Trophy při prezentaci na Dnech NATO 2022

„Hard-kill“ opatření se už nesoustředí na preventivní ochranu, ale kineticky útočí na již blížící se střely nebo jinou munici, obvykle na velmi blízkou vzdálenost od chráněného vozidla. Obvykle se k tomuto účelu používají explozí tvarované projektily (EFP) nebo tříštivé střely. Obecně je cílem působení těchto systémů:
- Narušení stability kinetické střely (typicky APDS), které sníží její průbojný účinek tím, že ji vychýlí z vhodného úhlu dopadu.
- Předčasná iniciace kumulativní nálože, která brání optimálnímu vytvarování kovového (obvykle měděného) paprsku. Explozí tvarovaný projektil pak nedosahuje potřebných parametrů a nedokáže prorazit pancíř vozidla.
- Kompletní zničení těla přilétající řízené střely, dělostřeleckého granátu či tankové munice.

Existuje mnoho „hard-kill“ systémů. Mezi nejznámější západní systémy aktivní ochrany patří izraelské Trophy a Iron Fist, zmínit lze také ukrajinský Zaslin, z kterého vychází turecké varianty AKKOR a PULAT. Několik typů „hard-kill“ systémů vzniklo i v Rusku, jde například o systém Arena či Afganit.